# Weltorganisation für Tourismus
Die Weltorganisation für Tourismus, englisch World Tourism Organization (amtliche Abkürzung „UN Tourism“, bis Januar 2024 „UNWTO“) ist eine Sonderorganisation der Vereinten Nationen mit Sitz in Madrid (Spanien) und Regionalbüros in Nara (Japan) und Riad (Saudi-Arabien).

## Zielsetzung
UN Tourism, verstanden als internationales Forum für Tourismuspolitik und Schnittstelle für intergovermentale Kommunikation, verfolgt das Ziel der Entwicklung eines verantwortlichen, nachhaltigen und universell zugänglichen Tourismus, um zu ökonomischer Entwicklung, internationaler Verständigung, Frieden, Wohlstand und der Einhaltung der Menschenrechte beizutragen. Schwerpunkt ist der Tourismus in Entwicklungsländern, unter Berücksichtigung der Millenniums-Entwicklungs-Ziele und nachhaltiger Entwicklungskonzepte. Die Organisation setzt sich hierzu insbesondere für die Einhaltung des Globalen Kodex für Ethik im Tourismus ein, der 1999 von der Generalversammlung unterzeichnet wurde. Der Ethikkodex hat zum Ziel, die positiven sozioökonomischen Auswirkungen des Tourismus zu maximieren und gleichzeitig mögliche negative Auswirkungen auf ein Minimum zu reduzieren.
Bekannteste Veröffentlichungen sind die jährlichen Tourismusstatistiken, die den internationalen Tourismus abbilden. Hierzu begleitend strebt UN Tourism eine Harmonisierung der internationalen Tourismusstatistiken an. Die UNWTO-Empfehlungen dienten beispielsweise als Grundlage für die Statistiken der OECD und der Europäischen Union.
Bedeutend sind zudem die UNWTO-Aktivitäten im Rahmen des Projektes Sustainable Tourism for Eliminating Poverty (ST-EP), das auf eine Initiative zur Armutsbekämpfung durch Tourismus im Rahmen des Weltgipfels für Nachhaltige Entwicklung in Johannesburg im Jahre 2002 zurückgeht.

## Entwicklung
Die Organisation entstand aus einem internationalen Kongress, der im Jahre 1925 stattfand. Nach dem Zweiten Weltkrieg wurde die Welttourismusorganisation International Union of Official Travel Organisations (IUOTO) genannt und ihr Hauptsitz von Den Haag nach Genf verlegt. Seit 1975 heißt sie offiziell Weltorganisation für Tourismus und hat seit dem 1. Januar 1976 ihren Hauptsitz in Madrid. Nach der vorläufigen Integrierung der UNWTO in das United Nations Development Programme UNDP im Jahre 1976 und der Unterzeichnung eines Kooperationsvertrages mit den Vereinten Nationen im Jahre 1976, wurde der UNWTO im Jahre 2003 der Status einer UN-Sonderorganisation zugeteilt. Im Jahre 2013 waren 155 Staaten und 450 Organisationen Mitglied der UNWTO.
Die Ausgaben der UNWTO lag 2016 bei ca. 23 Millionen US-Dollar. Das Budget ist damit das kleinste unter allen UN-Sonderorganisationen.

## Name
Da Deutsch keine Amtssprache der Vereinten Nationen ist, gibt es keinen amtlichen deutschen Namen. Der Deutsche Übersetzungsdienst der Vereinten Nationen nutzt die Bezeichnung „Weltorganisation für Tourismus“. Die Tabelle zeigt die amtlichen Namen der Organisation in den sechs Amtssprachen nach der Terminologiedatenbank der Vereinten Nationen (UNTERM).
| Sprache     | Bezeichnung                       | Abkürzung    | veraltete Abkürzung |
| ----------- | --------------------------------- | ------------ | ------------------- |
| Englisch    | World Tourism Organization        | UN Tourism   | UWTO                |
| Französisch | Organisation mondiale du tourisme | ONU Tourisme | OMT                 |
| Spanisch    | Organización Mundial del Turismo  | ONU Turismo  | OMT                 |
| Russisch    | Всемирная туристская организация  | ООН-Туризм   | ЮНВТО               |
| Chinesisch  | 世界旅游组织                      |              |                     |
| Arabisch    | منظمة السياحة العالمية            |              |                     |

Um eine Verwechslung mit der Welthandelsorganisation (WTO) auszuschließen, wurde die Weltorganisation für Tourismus bis Januar 2024 offiziell mit UNWTO abgekürzt. Seit Januar 2024 ist „UN Tourism“ sowohl Name als auch Marke der Organisation.

## Publikationen
- Liste der Länder nach Anzahl an Besuchern